# Valérie Perrin
Valérie Perrin (nascida a 19 de janeiro de 1967, em Remiremont) é uma escritora francesa, roteirista e fotógrafa. É conhecida por ser a autora dos livros Les Oubliés du dimanche (2015), em português Os Esquecidos de Domingo, and Changer l'eau des fleurs (2018), em português A Breve Vida das Flores, e por escrever os filmes Salaud, on t'aime (2014), Un plus une (2015), e Everyone's Life (2017). Os seus livros foram traduzidos em mais de 30 línguas.

## Vida e carreira
Perrin nasceu a 19 de janeiro de 1967 em Remiremont, France, e cresceu em Burgundy, numa família de jodadores de futebol. Mudou-se para Paris em 1986, fazendo biscates até encontrar Claude Lelouch, que conheceu em 2006 depois de lhe escrever uma carta. Começou a escrever roteiros para filmes quando colaborou com Lelouch em 2014 para o drama francês Salaud, on t'aime. Colaboraram ainda em Un plus une (2015) e Everyone's Life (2017).
Depois de trabalhar em Salaud, on t'aime, Perrin publicou o seu primeiro livro, Les Oubliés du dimanche, pela Éditions Albin Michel em 2015 e Le Livre de Poche em 2017. O livro foi um sucesso, tendo recebido o prémio de Booksellers Choice Award, um Chronos Award, o National Lion's Prize for Literature, e o Prix du Premier Roman em 2016.
O segundo romance de Perrin, Changer l'eau des fleurs, foi publicado em 2018 pela Albin Michel e Les Livres de Poche em 2019. Em 2020, foi traduzido para Inglês pela Hildegarde Serle para a Europa Editions, onde ganhou reconhecimento international. O seu terceiro romance, Trois, foi publicado em 2021. Casou-se com Lelouch numa cerimónia civil em Paris, em 2023.

## Trabalho literário

### Romances
- Les Oubliés du dimanche, Éditions Albin Michel (2015), Le Livre de Poche (2017), Edições Europa (2023)
  - Os Esquecidos de Domingo, em Portugal (Editorial Presença, 2023)
- Changer l'eau des fleurs, Éditions Albin Michel (2018), Les Livres de Poche (2019), Edições Europa (2020)
  - A Breve Vida das Flores, em Portugal (Editorial Presença, 2022)
- Trois, Éditions Albin Michel (2021), Les Livres de Poche (2022), Edições Europa (2022)
  - Três, em Portugal (Editorial Presença, 2023)
- Tata, Éditions Albin Michel (2024)
  - Querida Tia, em Portugal (tradução de Maria Ferro e Maria de Fátima Carmo, Editorial Presença, 2024)

### Contos
- 24 hours together (com Wilfried N'sondé e Brigitte Giraud ), Editións ActuSF, 2019

### Roteiros
- Salaud, on t'aime (2014)
- Un plus une (2015)
- Everyone's Life (2017)

## Prémios
- Os Esquecidos de Domingo
  - National Lion's Prize for Literature, 2016[6]
  - Chronos award, 2016[6]
  - Poulet-Malassis Prize, 2016[6]
- A Breve Vida das Flores
  - Maison de la Presse, 2018[13]
  - Les Livres de Poche Reader's Prize, 2019